# Ptolemeu Ceraune
Ptolemeu Ceraune (en grec antic Πτολεμαῖος Κεραυνός, circa 320-278 aC) fou rei de Macedònia probablement de l'any 280 aC al 278 aC. Ceraune significa "el llamp".
Era fill de Ptolemeu I Sòter d'Egipte i de la seva dona Eurídice, filla d'Antípater i va ser desheretat pel pare en favor dels fills de l'altra dona Berenice I cap al 285 aC, tant per la influència de Berenice I com pel mal caràcter de Ceraune. Com que Ptolemeu I es va casar amb Eurídice sobre el 321 aC Ptolemeu Ceraune va néixer al tomb del 320 aC.
Ptolemeu va sortir d'Egipte vers el 285 aC i se'n va anar a la cort de Lisímac de Tràcia on hi havia la seva germana Lisandra, casada amb l'hereu Agàtocles de Tràcia i on sa germanastra Arsinoe (Arsinoe II) que no li era hostil, estava casada amb el mateix Lisímac. Arsinoe va participar amb Ptolemeu en intrigues contra Agàtocles fins que el 282 aC el príncep va ser executat per ordre del seu propi pare, acusat de conspiració i la seva dona Lisandra va fugir a la cort d'Antíoc I Soter. Memnó d'Heraclea diu que va romandre amb Lisímac a la guerra que va seguir mentre Pausànies diu que va passar al camp de Seleuc I Nicàtor.
Seleuc va declarar la guerra a Lisímac i el 281 aC va iniciar la campanya i va atacar Frígia; la batalla principal es va lliurar a la Plana de Curopedi, a l'oest de Sardes, on Lisímac va ser derrotat i mort i les seves possessions asiàtiques ocupades. Seleuc va prendre també el títol de rei de Macedònia i Tràcia que es va fer donar per l'exèrcit, i es va traslladar a Europa deixant com a regent d'Àsia al seu fill Antíoc. A la mort de Lisímac, Ptolemeu es va adherir a Seleuc si no ho havia fet abans, i el rei sirià el va tractar amb la més alta consideració donat el seu rang. Seleuc, per desempallegar-se d'ell li va prometre que li donaria el regne d'Egipte quan el seu pare morís. Però Ptolemeu no se'n refiava i complotava, i un dia de l'any 280 aC, va assassinar Seleuc prop de Lisimàquia. Llavors es va dirigir a cavall amb els seus seguidors cap a Lisimàquia, on es va coronar sense gaires dificultats, i va reunir l'exèrcit que li va jurar fidelitat.
Assabentat del que havia passat, Antígon Gònates, fill de Demetri Poliorcetes, va voler anar a Macedònia amb un exèrcit i una flota, per enderrocar a Ptolemeu, el qual es va preparar a resistir amb la flota que havia estat de Lisímac, entre ells alguns vaixells enviats des d'Heraclea Pòntica i entre els quals un de principal que portava 800 homes a cada costat (és a dir en total 1600) i 1200 soldats a la coberta. Tot i que aquest vaixell va ser enfonsat, la victòria fou per la flota de Ptolemeu Ceraune. Antígon es va retirar a Beòcia i Ceraune es va assegurar el control de Macedònia. Amb Pirros de l'Epir, potser el que hauria pogut ser el seu enemic principal, va pactar la seva assistència en l'expedició a Itàlia. Antíoc II Theós el va reconèixer com a rei al cap de poc temps.
Llavors va demanar la mà de la seva germana Arsinoe, com era tradicional a Egipte, la qual s'havia refugiat a Cassandria amb els seus fills (nascuts de Lisímac), potencials rivals de Ptolemeu. Una vegada se'l va deixar entrar a Cassandria, i durant les festes de l'enllaç matrimonial, Ptolemeu es va apoderar de la fortalesa i va fer matar als fills d'Arsinoe i a causa d'això i d'una possible oposició de la reina, poc després Arsinoe va ser expulsada de Macedònia cap a Samotràcia. Els fills assassinats eren Lisímac i Filip, però es creu que el tercer dels fills, els més gran, Ptolemeu de Tràcia, va poder fugir i es va refugiar a Dardània on el rei Monuni li va donar suport, i va lluitar un cert temps al seu costat per després desaparèixer d'escena cap al 277 aC, segons Troge Pompeu.
Durant un any i mig (potser uns 17 mesos) que va governar Ceraune va fer tota mena de crims. Llavors una banda de gals empesos per la gana va envair el país; el cap gal, Bolgios, va oferir un tractat a Ptolemeu Ceraune que va refusar amb orgull, i fins i tot va rebutjar l'assistència de Monuni, i els va anar a combatre, però els macedonis van ser derrotats en la batalla i l'elefant on Ceraune anava muntat va caure ferit i va ser capturat viu pels gals i executat de la manera més bàrbara, l'any 279 aC. Van clavar el seu cap a la punta d'una llança en signe de victòria, segons Justí, Diodor de Sicília i altres historiadors.
Son germà Meleagre es va proclamar rei.